# Johnny Evers
John Joseph Evers (Troy, Nueva York, Estados Unidos, 21 de julio de 1881-Albany, Nueva York, Estados Unidos, 28 de marzo de 1947) fue un beisbolista de nacionalidad estadounidense. Jugó la mayor parte de su carrera para los Chicago Cubs de las Grandes Ligas, y durante su carrera deportiva logró tres Series Mundiales. Se distinguió por su conocimiento de las reglas del béisbol y la destreza con la que se desempeñó a la defensiva en su posición de segunda base, en la que era respaldado por otros notables peloteros como Joe Tinker, en el campocorto, y Frank Chance, en primera base. Fue ingresado al Salón de la Fama del Béisbol en el año 1946.

## Biografía
Nació en Troy, estado de Nueva York, y se inició en el béisbol aficionado a la edad de 20 años. En ese tiempo apenas pesaba unas 100 libras, por lo que en sus primeros juegos de la Liga estatal los aficionados lo recibían con burlas, pero pronto demostraría su habilidad en el campo de juego. En el año 1902 fue contratado por los Chicago Cubs junto al lanzador Alex Hardy y pese a que inició en la posición de campocorto, esta le fue asignada a Joe Tinker, mientras que Evers pasó a segunda base. Dichas posiciones las mantendrían en el equipo durante los siguientes diez años, y aunque ambos congeniaban a la defensiva de forma  notable (a la que se sumaba Frank Chance en primera base) llegaron a detestarse el uno al otro, pero todo eso quedaba atrás por el compromiso con el equipo.
En sus primeros años los números de Evers a la ofensiva no eran sobresalientes. Aparte, se vio favorecido por las lesiones del titular de la segunda base, Bobby Lowe, lo que le permitió tomar esta posición de manera permanente. Sin embargo, su característica más sobresaliente era su habilidad al momento de tomar el bate y el corrido de las bases: En 1906 totalizó 49 bases robadas, mientras que en 1910 alcanzó las 108 bases por bolas. Fue hasta 1908, en su séptima temporada en las Mayores, que logró un promedio de bateo de .300. Además, con los Cubs disputó en tres ocasiones la Serie Mundial: en 1906 cuando perdieron ante los Chicago White Sox, y en 1907 y 1908 cuando los Cubs se alzaron con el título con Evers bateando en ambas ocasiones con un promedio de bateo de .350.
En 1913 relevó a Frank Chance como mánager del equipo, sin dejar de lado su rol de jugador, pero fue cesado tras terminar la temporada pese a que consiguió un récord positivo de 88 victorias y 65 derrotas.
Posteriormente firmó con los Boston Braves para la temporada de 1914, con un salario de 25 mil dólares, lo que le convirtió en el mejor pagado en toda la liga. Nuevamente las dudas pesaban sobre su persona debido a su edad y aparente fragilidad. Sin embargo, fue nombrado capitán del equipo y con ellos obtuvo su tercer anillo de Serie Mundial, en la que alcanzó un promedio de bateo de .438, únicamente superado por Hank Gowdy. A esto se sumó su elección como el jugador más valioso de la Liga Nacional.
A partir de 1916 su rendimiento comenzó a decaer. En 1917 terminó su relación con Boston, de donde partió a mitad de temporada a Philadelphia para enrolarse con los Phillies con los que participó en 56 juegos. Dejó este equipo a la edad de 35 años, pero a los 40 llegó a participar en un juego con los White Sox, y en 1929, con 47 años, apareció también en una oportunidad con Boston Braves. Como mánager dirigió nuevamente a los Cubs en 1921 con récord de 41-55, y en 1924 a los White Sox donde ganó 51 y perdió 72, pero dejó la marca de ser el primero en dirigir ambos equipos de Chicago de las Grandes Ligas.
Evers, de mandíbula protuberante, se distinguía por sus constantes discusiones con sus compañeros, los oponentes y umpires. De hecho llegó a decir que su «umpire favorito era aquel que estuviera muerto». Era además de temperamento nervioso, tanto que en 1911 se perdió parte de la temporada debido a una crisis de ansiedad por un negocio fallido. Y aunque sus estadísticas son poco menos que sobresalientes, no demuestran su liderazgo dentro del campo, el conocimiento de las reglas del juego, y la intensidad que ponía en cada jugada, hasta el punto de considerarle uno de los más inteligentes y más determinantes peloteros en la historia de la Liga Nacional.
Ya retirado del béisbol tuvo a su cargo una tienda de implementos deportivos en Albany, Nueva York. En 1946 fue ingresado al Salón de la Fama y falleció el siguiente año.

## Estadísticas

### Como jugador
Estadísticas a la ofensiva de Johnny Evers  en las Grandes Ligas.
| Jugador      | Equipo (s)         | JJ   | VB   | CA  | H    | 2B  | 3B | HR | RBI | BB  | K   | BR  | OR | AVG  |
| Johnny Evers | CHC, BSN, PHI, CHW | 1784 | 6137 | 919 | 1659 | 216 | 70 | 12 | 536 | 778 | 293 | 324 | 26 | .270 |

JJ: Juegos jugados, VB: Veces al bate, CA: Carreras anotadas, H: Hits, 2B: Dobles, 3B: Triples, HR: Home runs, RBI: Carreras empujadas, BB: Bases por bolas, K: Ponches, BR: Bases robadas, OR: Outs robando, AVG: Porcentaje de bateo.

### Como mánager
Estadísticas como mánager de Johnny Evers en las Grandes Ligas.
| Equipo    | Temporadas | JG  | JP  | PCT  |
| --------- | ---------- | --- | --- | ---- |
| Cubs      | 2          | 129 | 120 | .518 |
| White Sox | 1          | 51  | 72  | .415 |
| Total     | 3          | 180 | 192 | .484 |

JG: Juegos ganados, JP: Juegos perdidos, PCT: porcentaje de victorias.